# Chonelasma doederleini
Chonelasma doederleini är en svampdjursart som beskrevs av Schulze 1886. Chonelasma doederleini ingår i släktet Chonelasma och familjen Euretidae. Inga underarter finns listade i Catalogue of Life.